# Chiwoniso Maraire

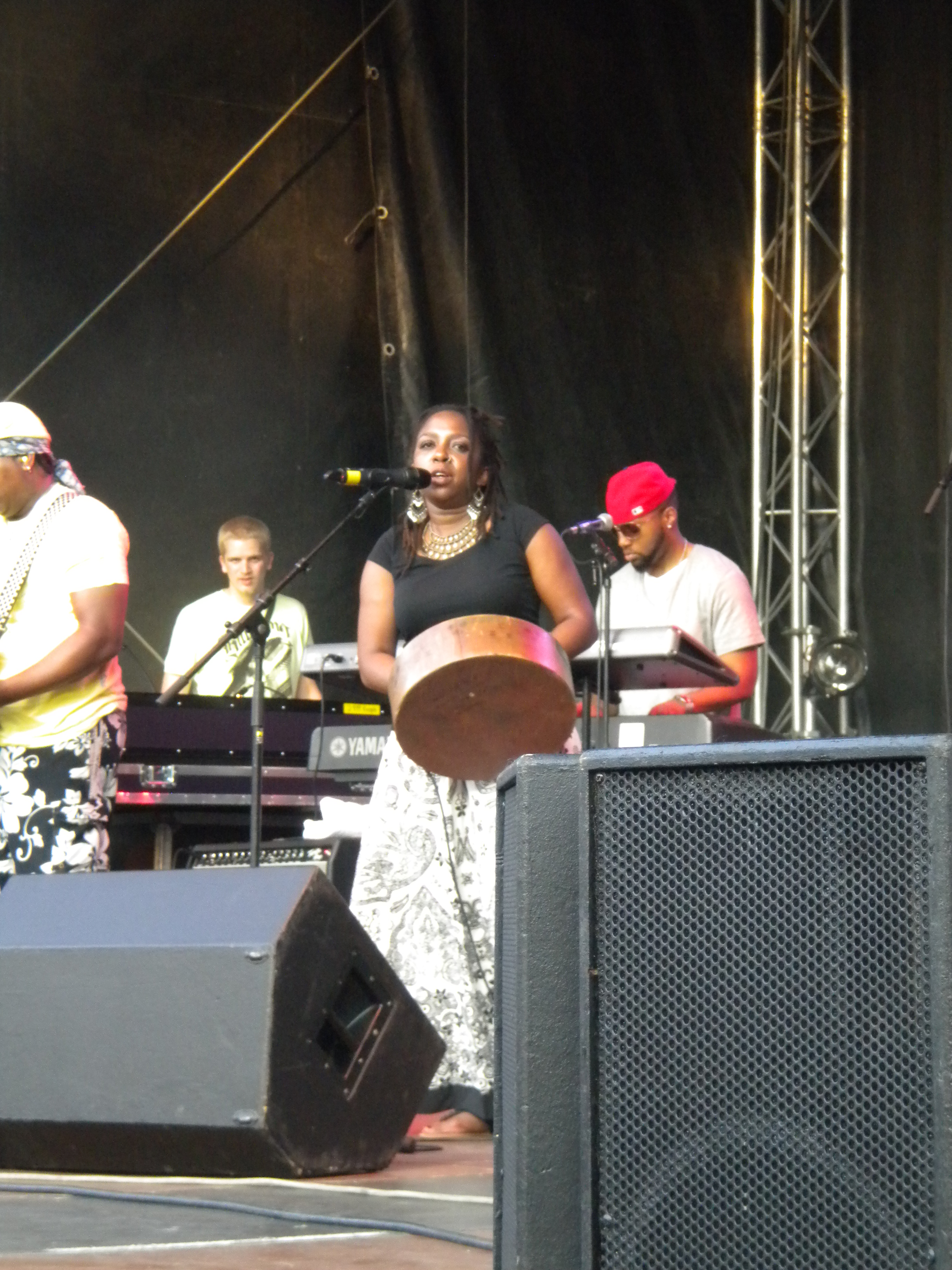
Chiwoniso Maraire

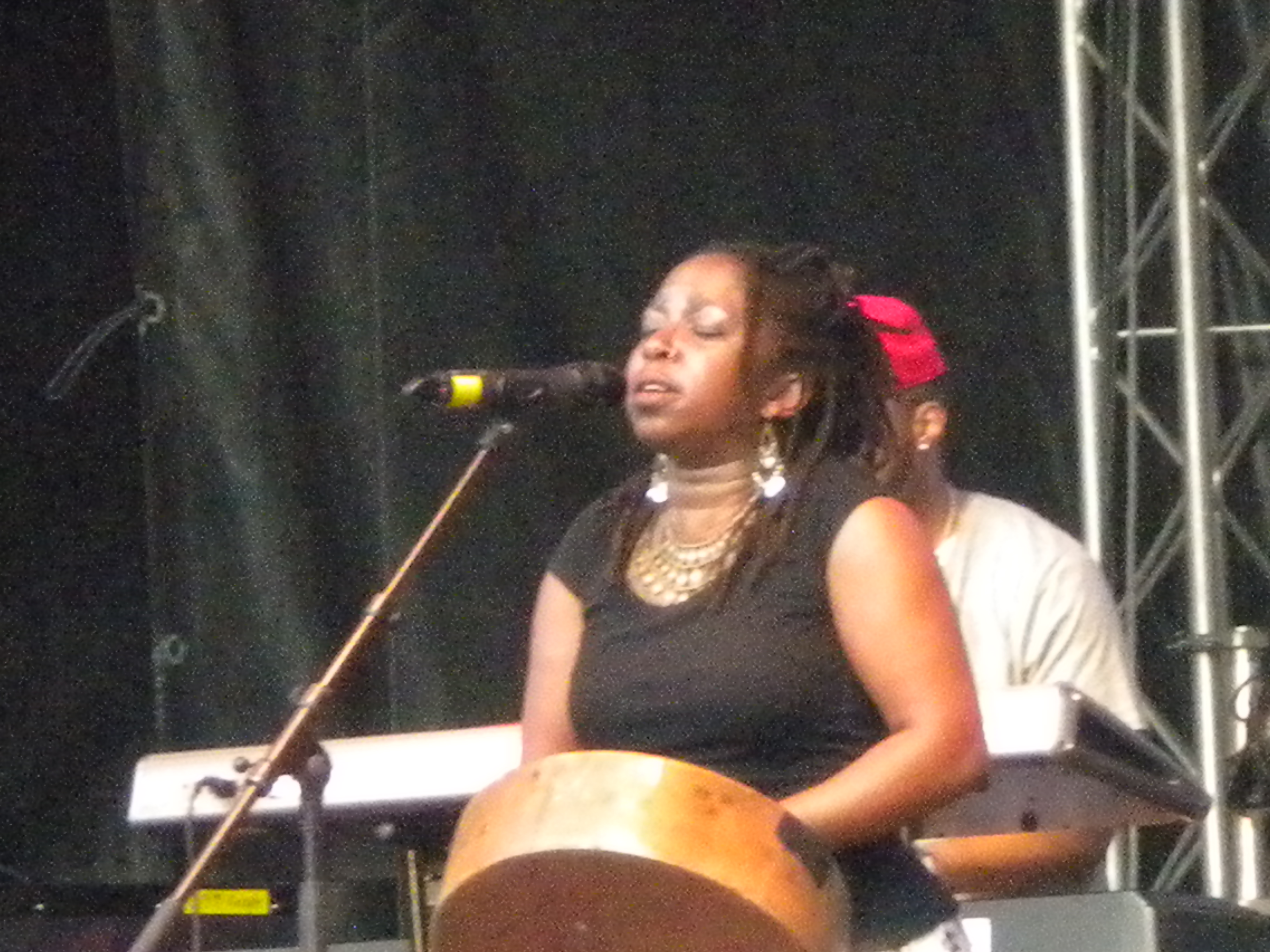
Chiwoniso Maraire live im Juli 2009 in Oldenburg

Chiwoniso Maraire (* 5. März 1976 in Olympia, Washington, USA; † 24. Juli 2013 in Chitungwiza) war eine simbabwische Sängerin, Musikerin und Songwriterin. Ihre Musik ist vor allem durch das Spielen der Mbira geprägt.

## Leben
Maraire wurde als Tochter des  simbabwischen Mbira-Spielers Dumisani Maraire und der Sängerin Linda Nemarundwe Maraire in den USA geboren, während ihr Vater am Evergreen State College in Olympia lehrte.
Sie wurde  früh von ihren Eltern in die traditionelle Shonamusik eingeführt. Bereits mit vier Jahren konnte sie die Mbira spielen, obwohl traditionell Frauen in Simbabwe dies nicht dürfen und mit neun Jahren nahm sie, zusammen mit ihren Eltern, ihr erstes Stück auf.
Mit elf Jahren spielte sie in der Band  Dumi & Minanzi III. ihres Vaters, mit 14 zusammen mit ihrem Bruder Ziyanai, ihrer Schwester Tawona sowie ihrem Vater im Quartett Mhuri yaMaraire.
1990 kehrten Maraire und ihre Familie zurück nach Simbabwe, wo sie die Mutare Girls High School besuchte. 1991 trat sie der Band A Peace of Ebony bei, einer Gruppe, die sich aus Mitgliedern unterschiedlicher Nationalitäten zusammensetzte und sich im afrikanischen Rap angesiedelt sahen. Mit der Gruppe konnte sie 1994 den Preis als beste Nachwuchsband aus dem südlichen Afrika beim Radio France Internationale (RFI) Festival gewinnen. Nach der Trennung von A Peace of Ebony startete Chiwoniso ihre Solokarriere.
Ihr erstes Soloalbum Ancient Voices wurde 1996 veröffentlicht. Auf diesem kombiniert sie Modernes und Traditionelles, singt sowohl in Englisch als auch auf Shona und spielt sowohl eine Vielzahl zeitgenössischer als auch afrikanischer Instrumente. Das Album wurde ein  Erfolg, wobei sie 1997 den Preis als beste Nachwuchskünstlerin der RFI erhielt.
1999 trat sie als Frontfrau bei Andy Brown and The Storm unter anderem beim MASA Festival in Abidjan, Elfenbeinküste auf. Zudem wurde Maraire 2001 in der Kategorie Best Female Vocals of Africa beim KOMA Award nominiert.
Seit 2001 nahm sie an verschiedenen Projekten teil. Sie war Frontfrau ihrer Akustikgruppe Chiwoniso & Vibe Culture, war zwischen 2001 und 2004 Mitglied der multinationalen Frauengruppe Women’s Voice und schrieb zudem Soundtracks für simbabwische Filmproduktionen.
Darüber hinaus hat Maraire u. a. mit Sinéad O’Connor oder  Habib Koité aus Mali, zusammengearbeitet.
Im September 2008 veröffentlichte Chiwoniso ein weiteres Album Rebel Woman, welches gleichzeitig ihre erste internationale Veröffentlichung darstellt.
Am 24. Juli 2013 starb Chiwoniso Maraire an einer Lungeninfektion im Krankenhaus von Chitungwiza, Simbabwe.

## Zur Situation in Simbabwe
Während ihrer Tour 2007 in Dänemark sprach sie sich öffentlich gegen die Gewalt und Brutalität in ihrer Heimat aus:

„To beat people, to threaten people, to put a person in a situation where they have to think for the next five hours about whether or not they are going to be okay – is a very, very bad thing to do.“

## Diskografie

### Alben
- A Piece of Ebony: From the Native Tongue (1992)
- Ancient Voices (1998)
- Chiwoniso & Vibe Culture: Timeless (2004)
- The Collaboration: Hupenyu Kumusha/Life at Home/Impilo Ekhaya. Volume 1 (2006)
- Rebel Woman (2008)

### Singles
- „Zvichapera“ (posthum veröffentlicht 2015)

### Erschien auch auf
- Everyone's Child: Tracks Nr. 1, 15 und 17 (Soundtrack, 1996)
- Andy Brown and The Storm: Hondo Ye Sadza (2000)
- Joy Denalane: Mamani (2002)
- Andy Brown and The Storm: Passage of Time (2003)
- Tanyaradzwa (Soundtrack, 2006)
- Trio Ivoire: Across the Ocean (2009, mit Aly Keïta, Hans Lüdemann, Chander Sardjoe)
- Various Artists: Make Me a Channel of Your Peace – The Nobel Peace Prize 100 Years (2010, mit Kris Kristofferson, Mari Boine, Susana Baca, Sinéad O’Connor, Kavita Krishnamurthy u. a.)
- Max Wild: Tamba (2010)
- Antonio Forcione: Sketches of Africa (2012)

### Featured
- Outspoke Tha Humble Neophyte: „The Heavens and the Skies“
- Jah Prayzah: „Dande“

### Kompilationen
- Women Care (2005) – „African Woman“, „A Mother To Them All (African Woman 2)“, „A Song For A Modern Woman“
- Putumayo Kids: African Dreamland (2008) – „Usacheme“
- Hear Globally: A Cumbancha Collection (2009) – „Vanorapa“, „Woman of the Well“[6]
- Listen to the Banned (2010) – „Rebel Woman“
- Positive Generation (2011)[7] – „Galgal Hatzila (The Lifeline)“ with David Broza and the Jimila Choir[8]